# Meiringen-Innertkirchen-Bahn
Meiringen-Innertkirchen-Bahn (MIB) je úzkorozchodná železnice ve Švýcarsku s rozchodem 1000 mm. Spojuje městečka Meiringen a Innertkirchen, vzdálená 5 kilometrů. Na trati je také několik mezilehlých zastávek.

## Historie

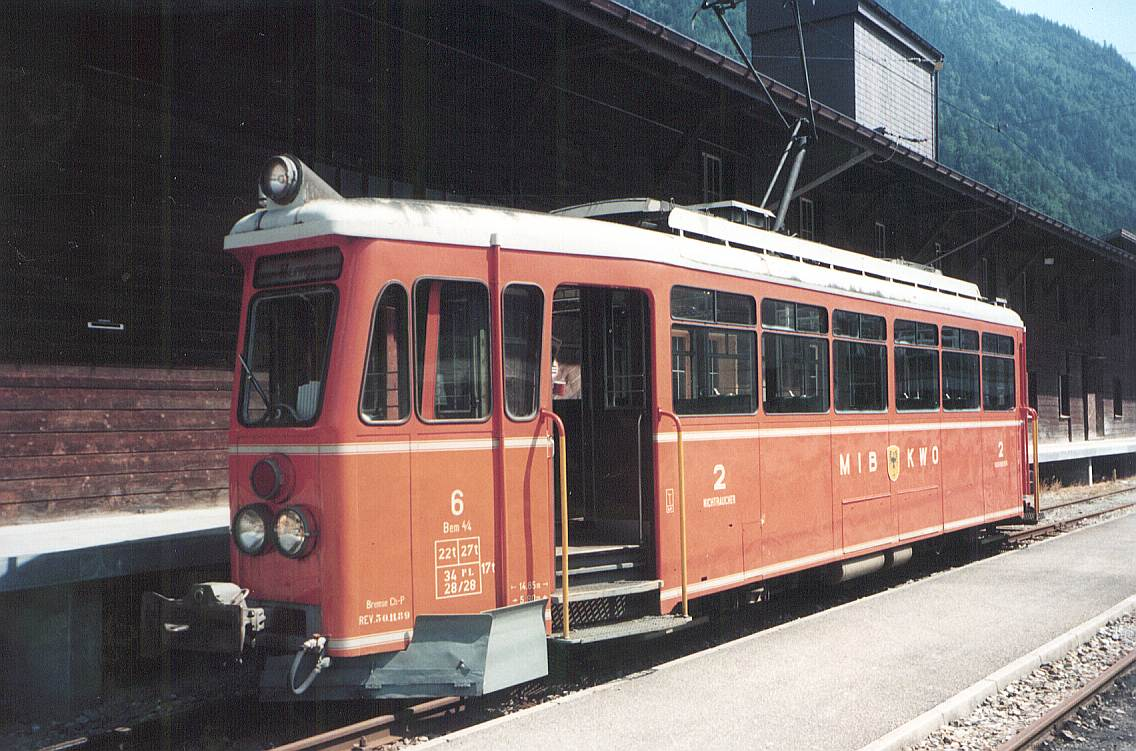
Bem 4/4 Nummer 6 v Innertkirchenu

Trať byla původně postavena jako stavební železnice při budování vodních přehrad v Oberhasli a v průsmyku Grimsel Pass. Společnost Kraftwerke Oberhasli (KWO) byla založena v roce 1923 za účelem stavby a provozu železnice. Trať byla otevřena v roce 1926. Zpočátku bylo na trati nasazeno několik parních lokomotiv Mallet, převzatých od Rhétské dráhy. I když byla trať primárně určena k provozu spojenému se stavbou, byla zde taktéž v omezené míře provozována i osobní doprava pro zaměstnance a jejich rodiny. V současnosti je tomu obráceně, a hlavní přepravní kapacita je věnována osobní dopravě.
V roce 1946 obdržela společnost licenci pro provozování veřejné osobní železniční přepravy, a za tímto účelem byla taktéž založena společnost Meiringen-Innertkirchen-Bahn (MIB), která byla dceřinou společností vlastníků KWO.
Při obnovování provozní licence v roce 1976, bylo rozhodnuto o zásadní modernizaci tratě a vozového parku. Původní vozový park byl pro cestující značně nepohodlný a taktéž byl na konci své ekonomické životnosti. Trať byla elektrifikována a byly nasazeny elektrické tramvaje. V současné době se pro osobní dopravu používají tři elektrické vozy a denně je vypraveno až 17 spojů v každém směru. Nákladní doprava je naopak provozována na základě poptávky, z velké části pro dopravu náhradních dílů pro elektrárny, které patřily dříve pod Brünigbahn, nyní Zentralbahn.

## Trasa

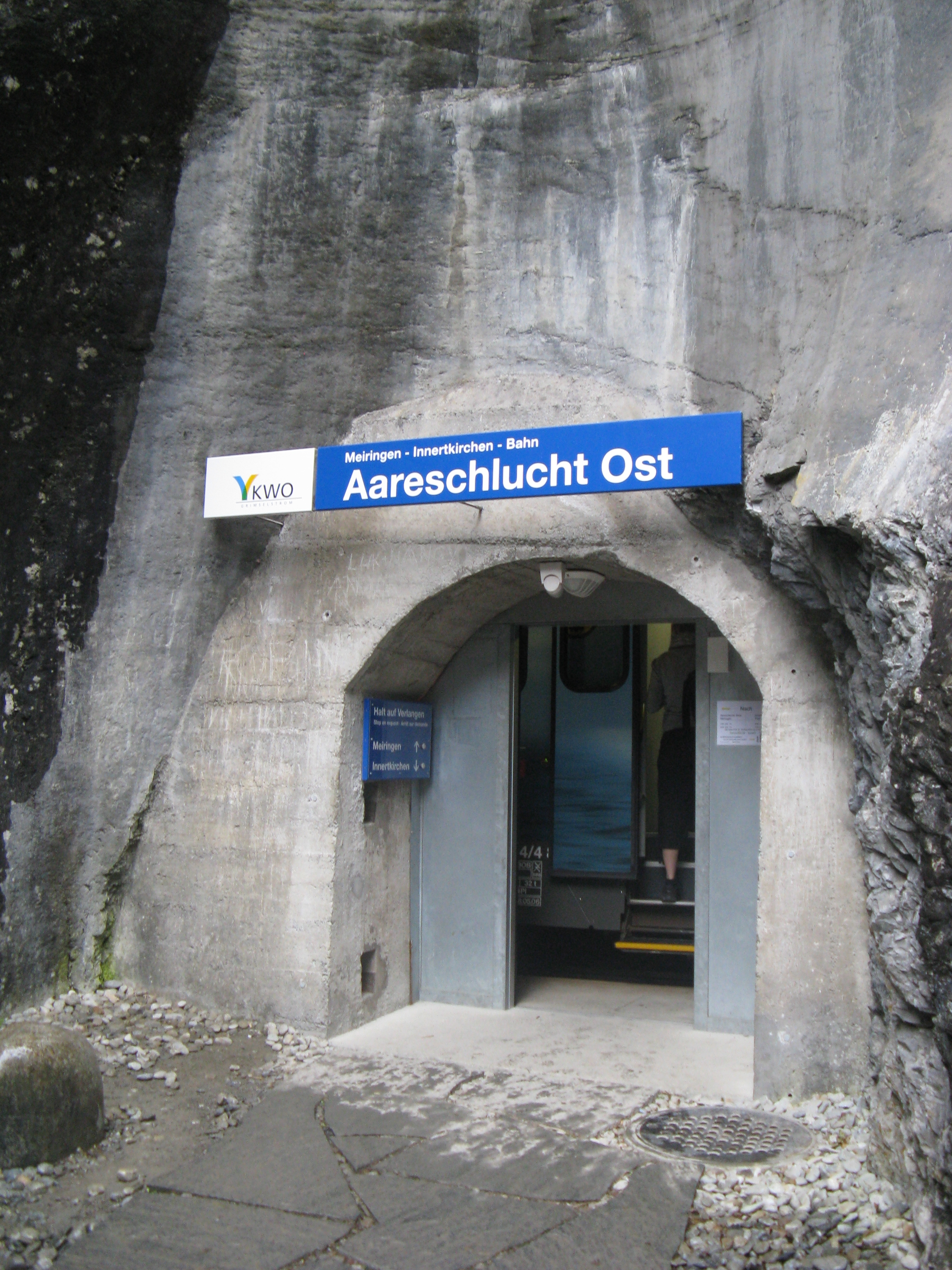
Vstup do zastávky Aareschlucht Ost

Trať začíná v Meiringenu, kde je přípoj na Zentralbahn. I když obě společnosti působící v Meiringenu používají stejný rozchod 1000 mm, není možný přechod hnacích vozidel z jedné trati na druhou z důvodu rozdílné napájecí soustavy (MIB používá stejnosměrné napětí 1,2 kV, zatímco Zentralbahn střídavé 15 kV 16,7 Hz). Toto by mělo být v budoucnu vyřešeno univerzálními vícesystémovými lokomotivami.
Z celkové délky tratě 4,99 km je 1,5 km vedeno tunelem s tunelovou zastávkou Aareschlucht Ost.
Trať končí v Innertkirchenu, kde je také drážní depo.

## Vozový park
Bem 4/4 6 v Innertkirchen Ba 2/2 3 (1931) - vyřazeny z provozu v roce 1979. Prodány německé železniční společnosti German Railway Society v Bruchhausen-Vilsen, kde obdržely označení T46.
Bem 4/4 6-7 (1952) - ex Oberrheinische Eisenbahn railcars 63, 65 and 68. Koupeny a přestavěny v roce 1977. Vůz č. 6 byl zprovozněn až v roce 1999 vůz č. 7 až v roce 2001.
Be 4/4 9 (1961) - ex Regionalverkehr Bern-Solothurn Be 4/4 74. Koupeny v roce 1997. Plánována rekonstrukce jako historického vozu RBS, ukončena až v roce 2007 z důvodu vysokých nákladů na odstranění azbestu.
Tm II 10 (1959) - ex Brünigbahn Tm II 980
Be 4/4 8 (1996) - nový vůz vyrobený v Stadler Rail
BDe 4/4 11 (1953) - ex Chemins de fer du Jura BDe 4/4 604. Koupen a opraven v roce 2005.